# Coppet
Coppet is een gemeente en plaats in het Zwitserse kanton Vaud, en maakt deel uit van het district Nyon.
Coppet telt 2466 inwoners.

## Overleden
- Alphonse Bory (1838-1891), notaris en politicus